# Bornholms flagga
Bornholm har två regionala flaggor.

Bornholms flagga, ena versionen

Bornholms flagga, andra versionen

Den ena versionen har samma proportioner som den danska flaggan, men det vita korset är utbytt mot ett grönt. Flaggan används huvudsakligen vid lokala festligheter på ön. Flaggan skall ha tillkommit på 1970-talet och tanken med det röda är den danska tillhörigheten, medan det gröna skall symbolisera vegetationen. Den kallas understundom "turistflaget".
Den andra varianten har en vit bård på det gröna korset. Detta för att få en bättre optisk effekt än den direkta konfrontationen mellan rött och grönt. Denna påminner om Norges flagga.